# Madahoplia oculata
Madahoplia oculata är en skalbaggsart som beskrevs av Marc Lacroix 1998. Madahoplia oculata ingår i släktet Madahoplia och familjen Melolonthidae. Inga underarter finns listade i Catalogue of Life.